# Neunerlemma
Das Neunerlemma, wegen der Struktur des unten abgebildeten Diagramms auch 3×3-Lemma genannt, ist eine mathematische Aussage über kommutierende Diagramme und exakte Folgen, die sowohl für jede abelsche Kategorie als auch für die Kategorie der Gruppen gültig ist.

## Aussage
Ist (in einer abelschen Kategorie oder der Kategorie der Gruppen) das Diagramm
kommutativ und sind alle Spalten sowie die unteren beiden Zeilen exakt, so ist auch die obere Zeile exakt.
Ebenso gilt: Sind alle Spalten sowie die oberen beiden Zeilen exakt, so ist auch die untere Zeile exakt.

## Beweis
Der Beweis erfolgt durch Diagrammjagd, zunächst unter der Annahme, dass das Diagramm die Kategorie der Gruppen betrifft.
Der Einfachheit halber seien alle horizontalen Abbildungen mit {\displaystyle h}, alle vertikalen mit {\displaystyle v} bezeichnet.
Das neutrale Element der Gruppen heiße jeweils {\displaystyle e}.
Der Beweis zeigt die typische Eigenschaft von Diagrammjagden, dass der schriftliche Beweis zwar aus lauter trivialen Einzelschritten besteht, die zusammen jedoch verwirrend oder unmotiviert wirken – erst wenn man die Schritte am Diagramm nachverfolgt, werden die Zusammenhänge einleuchtend.
Seien zunächst alle Spalten sowie die unteren beiden Zeilen exakt.
- Ist {\displaystyle a_{1}\in A_{1}} mit {\displaystyle h(a_{1})=e}, so {\displaystyle h(v(a_{1}))=v(h(a_{1}))=v(e)=e}. Hieraus folgt mit der Injektivität von {\displaystyle h\colon A_{2}\to B_{2}} auch {\displaystyle v(a_{1})=e} und mit der von {\displaystyle v\colon A_{1}\to A_{2}} schließlich {\displaystyle a_{1}=e}.
- Ist {\displaystyle a_{1}\in A_{1}}, so ist {\displaystyle v(h(h(a_{1})))=h(h(v(a_{1})))=e}, also {\displaystyle h(h(a_{1}))=e}.
- Ist {\displaystyle b_{1}\in B_{1}} mit {\displaystyle h(b_{1})=e}, so {\displaystyle h(v(b_{1}))=v(h(b_{1}))=e}, also {\displaystyle v(b_{1})=h(a_{2})} für ein {\displaystyle a_{2}\in A_{2}}. Aus {\displaystyle h(v(a_{2}))=v(h(a_{2}))=v(v(b_{1}))=e} folgt auch {\displaystyle v(a_{2})=e}, also {\displaystyle a_{2}=v(a_{1})} für ein {\displaystyle a_{1}\in A_{1}}. Dann ist {\displaystyle v(h(a_{1}))=h(v(a_{1}))=h(a_{2})=v(b_{1})}, woraus bereits {\displaystyle b_{1}=h(a_{1})} folgt.
- Ist {\displaystyle c_{1}\in C_{1}}, so gibt es ein {\displaystyle b_{2}\in B_{2}} mit {\displaystyle h(b_{2})=v(c_{1})}. Wegen {\displaystyle h(v(b_{2}))=v(h(b_{2}))=v(v(c_{1}))=e} gibt es ein {\displaystyle a_{3}\in A_{3}} mit {\displaystyle h(a_{3})=v(b_{2})}. Weiter gibt es ein {\displaystyle a_{2}\in A_{2}} mit {\displaystyle v(a_{2})=a_{3}}, also {\displaystyle v(h(a_{2}))=h(v(a_{2}))=h(a_{3})=v(b_{2})}. Somit unterscheiden sich {\displaystyle h(a_{2})} und {\displaystyle b_{2}} um {\displaystyle v(b_{1})} für ein geeignetes {\displaystyle b_{1}\in B_{1}}, d. h. es gilt {\displaystyle b_{2}=v(b_{1})\cdot h(a_{2})}. Dann ist {\displaystyle v(c_{1})=h(b_{2})=h(v(b_{1})\cdot h(a_{2}))=h(v(b_{1}))\cdot h(h(a_{2}))=h(v(b_{1}))=v(h(b_{1}))} und schließlich auch {\displaystyle c_{1}=h(b_{1})}.

Alle Punkte zusammen zeigen die Exaktheit der ersten Zeile.
Seien jetzt alle Spalten sowie die oberen beiden Zeilen exakt.
- Ist {\displaystyle c_{3}\in C_{3}}, so {\displaystyle c_{3}=v(c_{2})} für ein {\displaystyle c_{2}\in C_{2}} und dann {\displaystyle c_{2}=h(b_{2})} für ein {\displaystyle b_{2}\in B_{2}}, jeweils per Surjektivität von {\displaystyle v\colon C_{2}\to C_{3}} bzw. {\displaystyle h\colon B_{2}\to C_{2}}. Dann ist {\displaystyle h(v(b_{2}))=v(h(b_{2}))=c_{3}}.
- Ist {\displaystyle a_{3}\in A_{3}}, so {\displaystyle a_{3}=v(a_{2})} für ein {\displaystyle a_{2}\in A_{2}}. Dann {\displaystyle h(h(a_{3}))=h(h(v(a_{2})))=v(h(h(a_{2})))=v(e)=e}.
- Ist {\displaystyle b_{3}\in B_{3}} mit {\displaystyle h(b_{3})=e} und wählen wir ein {\displaystyle b_{2}\in B_{2}} mit {\displaystyle v(b_{2})=b_{3}}, so {\displaystyle v(h(b_{2}))=h(v(b_{2}))=h(b_{3})=e}, also {\displaystyle h(b_{2})=v(c_{1})} für ein {\displaystyle c_{1}\in C_{1}}. Weiter {\displaystyle c_{1}=h(b_{1})} für ein {\displaystyle b_{1}\in B_{1}}. Dann ist {\displaystyle h(v(b_{1}))=v(h(b_{1}))=v(c_{1})=h(b_{2})}, also {\displaystyle b_{2}=v(b_{1})\cdot h(a_{2})} für ein {\displaystyle a_{2}\in A_{2}}. Schließlich ist {\displaystyle h(v(a_{2}))=v(h(a_{2}))=v(v(b_{1}))\cdot v(h(a_{2}))=v(v(b_{1})\cdot h(a_{2}))=v(b_{2})=b_{3}}.
- Ist {\displaystyle a_{3}\in A_{3}} mit {\displaystyle h(a_{3})=e} und wählen wir {\displaystyle a_{2}\in A_{2}} mit {\displaystyle v(a_{2})=a_{3}}, so {\displaystyle v(h(a_{2}))=h(v(a_{2}))=h(a_{3})=e}, also {\displaystyle h(a_{2})=v(b_{1})} für ein {\displaystyle b_{1}\in B_{1}}. Es ist {\displaystyle v(h(b_{1}))=h(v(b_{1}))=h(h(a_{2}))=e}, daher bereits {\displaystyle h(b_{1})=e}. Folglich {\displaystyle b_{1}=h(a_{1})} für ein {\displaystyle a_{1}\in A_{1}}. Aus {\displaystyle h(v(a_{1}))=v(h(a_{1}))=v(b_{1})=h(a_{2})} folgt bereits {\displaystyle a_{2}=v(a_{1})} und somit {\displaystyle a_{3}=v(a_{2})=v(v(a_{1}))=e}.

Zusammen ergibt dies wiederum die Exaktheit der letzten Zeile.
Der zunächst für Gruppen durchgeführte Beweis gilt (ggf. in additive Schreibweise übersetzt) ebenso für abelsche Gruppen oder auch für Moduln über einem Ring.
Durch den Einbettungssatz von Mitchell ist dies aber bereits ausreichend, um das Neunerlemma für alle abelschen Kategorien zu beweisen.